# Wyskitna
Wyskitna – wieś w Polsce położona w województwie małopolskim, w powiecie nowosądeckim, w gminie Grybów.
W latach 1975–1998 miejscowość administracyjnie należała do województwa nowosądeckiego.

## Części wsi
| SIMC    | Nazwa       | Rodzaj    |
| ------- | ----------- | --------- |
| 0428873 | Berdechów   | część wsi |
| 0428880 | Bugaj       | część wsi |
| 0428896 | W Granicach | część wsi |

## Ochotnicza Straż Pożarna
W 1967 powstała Ochotnicza Straż Pożarna w Wyskitnej, jest to jednostka poza krajowym systemem ratowniczo-gaśniczym, posiada samochód pożarniczy Mercedes-Benz 1017.